# Józef Jagielski (lekarz)
Józef Kazimierz Jagielski (ur. 18 listopada 1934, zm. 13 marca 2021) – polski specjalista w zakresie elektrofizjologii klinicznej, genetyki człowieka, kardiologii, patologii ogólnej i doświadczalnej, prof. dr hab.

## Życiorys
Obronił pracę doktorską, następnie uzyskał stopień doktora habilitowanego. 9 marca 1978 nadano mu tytuł profesora w zakresie nauk medycznych. Pracował w Katedrze i Zakładzie Patofizjologii na Wydziale Lekarskim Akademii Medycznej im. Piastów Śląskich.
Prof. dr hab. Józef Jagielski został powołany na kierownika Katedry Patofizjologii w 1987 r. W pracach doktorskiej i habilitacyjnej przedstawił ewolucję elektrokardiogramów i wektokardiogramów u noworodków. W zespołach kierowanych przez prof. Jagielskiego prowadzone są badania z dziedziny elektrokardiologii, elektrofizjologii, genetyki, biocybernetyki i krzepliwości krwi. Do najważniejszych osiągnięć należą: wykazanie multipolowej natury pola elektrycznego serca, wprowadzenie metody mapingu serca, komputerowe badania wywołanych potencjałów słuchowych i wzrokowych, zorganizowanie Ośrodka Elektronicznej Techniki Obliczeniowej i rozwinięcie poradnictwa genetycznego. W Katedrze Patofizjologii pod kierownictwem prof. Jagielskiego intensywnie rozwijała się genetyka medyczna, wprowadzono nowy przedmiot nauczania — genetykę kliniczną. Badania naukowe w zakresie genetyki prowadzono w następujących kierunkach: genetyka kliniczna, zastosowanie metod matematycznych do analizy chromosomów i DNA, badania genetyczne w chorobach nowotworowych, mutageneza i molekularne analizy DNA.
Od 1991 r. pod kierunkiem prof. Jagielskiego zostały zapoczątkowane pionierskie w Polsce badania powierzchniowego mapingu potencjałów serca. W 2001 r. uruchomiona została, we współpracy z dr hab. T. Doboszem, Pracownia Genetyki Serca, zajmująca się wykrywaniem mutacji w uwarunkowanych genetycznie chorobach serca.
Prof. Józef Jagielski jest członkiem Zarządu Międzynarodowego Towarzystwa Elektrokardiologii. W 1991 r. zorganizował w Warszawie XVIII Międzynarodowy Kongres Elektrokardiologii. Zakład Patofizjologii jest także współorganizatorem XXXII Kongresu, który odbędzie się w 2005 r. w Gdańsku.
W roku 2005 prof. Jagielski odszedł na emeryturę i na jego miejsce został powołany dr hab. n. med. Witold Pilecki jako kierownik Katedry i Zakładu Patofizjologii.
Był zatrudniony na stanowisku profesora zwyczajnego w Wyższej Szkole Medycznej w Legnicy, oraz był członkiem rady naukowej w Instytucie Badań Fizykomedycznych PIW Primax Medic Sp. z o. o.
Zmarł 13 marca 2021.